# Chiasmopes lineatus
Chiasmopes lineatus is een spinnensoort uit de familie van de kraamwebspinnen (Pisauridae).
De wetenschappelijke naam van de soort werd in 1898 als Spencerella lineata gepubliceerd door Reginald Innes Pocock.